# Kalle Ankas Pocket 3: Kalle Anka i knipa
Kalle Anka i knipa är Kalle Ankas Pocket nummer 3 och utgavs 1969.

## Innehåll

### Början...
Kalle jobbar som banvakt vid järnvägen. Trafikministern har utlyst tävling om vilket banvaktshus som har den vackraste trädgården. Knattarna får sköta banvaktssysslorna medan Kalle åker in till stan och köper fröer. Knattarna ledsnar på att putsa rälsen och åker in till Oppfinnar-Jocke för att skaffa ett putsmedel. För honom berättar de historien om varför Kalle är banvakt.

### Kalle Anka blir Magister Kalléus
Knattarnas skola ägs av Farbror Joakim men där vill ingen jobba. Men Kalle är skyldig Joakim pengar och tar jobb som lärare där. På hans första arbetsdag driver eleverna med honom och när skolinspektören kommer dit utbryter kaos. Joakims skola läggs ned och där byggs istället järnväg.

### Oppfinnar-Jocke vänder upp och ner på Ankeborg!
Oppfinnar-Jockes uppfinningar har en tendens att sluta med kaos. Han uppfinner en maskin som kan ta bort den glada eller den allvarliga sidan hos en människa. När han prövar den på sig själv gör Medhjälparen fel och Jocke blir en expert på practical jokes. Under en månads tid får Ankeborgs-borna stå ut med en mystisk skämtare.

### Kalle Anka och ymnighetshornet
Kalle har fått som jobb att städa i farbror Joakims bibliotek. Där hittar Kalle en bok om ett ymnighetshorn som finns i Tibet. Joakim upptäcker dock Kalles fynd och lurar iväg honom och Knattarna till Påskön medan han själv tar sig till Himalaya. Under stora strapatser hittar han grottan men får veta att hornet redan hittats - och nu finns på Påskön. Joakim tar sig till Påskön, ansluter sig till de andra, blir tillfångatagen av ursprungsbefolkningen och får veta att hornet finns i hövdingens hydda. Hornet är första pris i en märklig tävling som Kalle och Knattarna måste ställa upp i.

### Farbror Joakim blir uppvaktad!
Farbror Joakim uppvaktas av Gittan men han är inte särskilt intresserad: "Bara jag ser den där mänskan tappar jag aptiten!". Efter att ha blivit avspisad slår sig Gittan ihop med Johannes Näbbelin som har en ny affärsidé - han föder upp lysmaskar vilka används till lyktor som kan ersätta glödlampor. Hon och Johannes får Joakim att tro att han står på ruinens brant.

### Kalle Anka och hunden Guldsniff
Knattarna får höra om en skattkarta som visar vägen till ett främmande land där det finns hundar som kan känna lukten av guld. De hittar kartan i en grotta. Kalle, Knattarna och Joakim reser iväg till detta land för att hitta en sådan hund.

## Tabell
| Serie nummer | Namn                                            | Ritad av                              | Manus                                 | Originaltitel                          | Kommentar                   |
| ------------ | ----------------------------------------------- | ------------------------------------- | ------------------------------------- | -------------------------------------- | --------------------------- |
| 1            | En fiffig utväg                                 | Tony Strobl                           | ?                                     | Inverted rocket                        | Från Uncle Scrooge 41       |
| 2            | Början...                                       | Giuseppe Perego                       | Gian Giacomo Dalmasso                 | Prologo a "Paperino cocktail"          | Ramberättelse               |
| 3            | Kalle Anka blir Magister Kalléus                | Giuseppe Perego                       | Guido Martina                         | Paperino e la scuola modello           | -                           |
| 4            | Oppfinnar-Jocke vänder upp och ner på Ankeborg! | Guido Scala                           | Carlo Chendi                          | Archimede e il signor Scherzo          | -                           |
| 5            | Kalle Anka och ymnighetshornet                  | Ennio Missaglia                       | Pier Lorenzo De Vita, Massimo De Vita | Paperino e il corno dell'abbondanza    | -                           |
| 6            | Farbror Joakim blir uppvaktad                   | Romano Scarpa                         | Romano Scarpa                         | Zio Paperone e le lucciole industriali | -                           |
| 7            | Kalle Anka och hunden Guldsniff                 | Pier Lorenzo De Vita, Massimo De Vita | Rodolfo Cimino, Elisa Penna           | Paperino e il cane dollarosus          | -                           |
| 8            | Kalle Anka                                      | Al Taliaferro                         | ?                                     | ?                                      | Från Walt Disney Comics 102 |